# Edwin Lefèvre

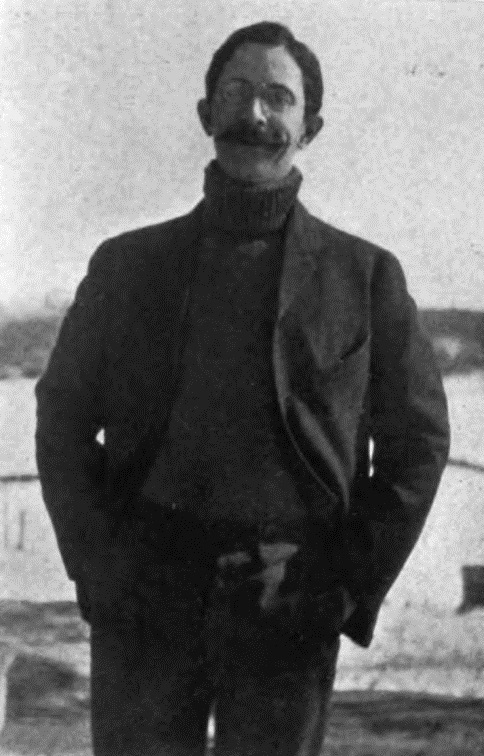
Edwin Lefèvre

Edwin Lefèvre (1871–1943) was een Amerikaans journalist, schrijver en staatsman.
Lefèvre is het meest bekend geworden door zijn werken over Wall Street en de beurshandel. Zijn werk Reminiscences of a Stock Operator, geschreven in 1940 als portret van de speculant Jesse Lauriston Livermore, wordt nog steeds beschouwd als verplichte kost voor ieder die in de financiële wereld actief is.
Tussen 1909 en 1913, onder het presidentschap van William Howard Taft, was Lefèvre ambassadeur in verschillende Europese landen.
- Biblioteca Nacional de España: XX997230
- Bibliothèque nationale de France: cb12476882d (data)
- Gemeinsame Normdatei: 173857175
- International Standard Name Identifier: 0000 0001 0919 0240
- Library of Congress Control Number: n50037985
- Nationale Bibliotheek van Tsjechië: osa2010617064
- Nationale Bibliotheek van Israël: 987007453414405171
- Nederlandse Thesaurus van Auteursnamen: 278586538
- SNAC: w6z061hx
- Système universitaire de documentation: 081994869
- Trove: 902376
- Virtual International Authority File: 79111477
- WorldCat: E39PBJdGQy3j9kbdKm6gkVjgrq